# Шахова олімпіада 1956

Офіційна емблема шахової Олімпіади 1956 року.

XII шахова Олімпіада проходила в столиці СРСР, місті Москва з 31 серпня по 24 вересня 1956 року.
У дванадцятій шаховій олімпіаді, як і в одинадцятій, не брала участь одна з найсильніших збірних того часу збірна — США.
Ця олімпіада була найбільшою як за кількістю, так і за складом команд. Вперше в історії шахових змагань участь в олімпіаді прийняли команди азійських країн. В Москві дебютували команди з Індії, Монголії, Філіппін і Пуерто-Рико. За команду Франції виступав один із найстаріших гросмейстерів світу 74-річний О. Бернштейн, а в угорській команді дебютував 18-річний Портіш. Серед учасників були як старі знайомі — Сабо, Найдорф, Штальберг, Глігорич, О'Келлі — так і молоді, які вже досить добре зарекомендували себе, — Ларсен, Панно і Олафссон.
Всього на Олімпіаду приїхали шахісти з 34 країн Європи, Америки й Азії, що було рекордом для олімпійських турнірів на той час.
31 серпня в приміщенні Центрального театру Радянської Армії, прикрашеному прапорами країн-учасниць, відбулося урочисте відкриття змагання. Потім зали театру стали ареною шахової боротьби. На великій сцені грали учасники олімпіади, на малій — учасниці матчу-турніру Л. Руденко, О. Бикова та О. Рубцова вели боротьбу за титул чемпіона світу серед жінок. 

## Регламент
Напередодні в новому приміщенні Центрального шахового клубу СРСР відбулося жеребкування, на якому команди було поділено на чотири півфінали. З кожного півфіналу по три переможці виходили у фінал А, решта команд склали два інших фінали, в яких розігрувалися місця з 13-го по 34-е.

## Півфінали
1 вересня за командою головного судді А.Ільмакунаса (Фінляндія) було пущено годинники на шахових столиках.

### Група А
У першому півфіналі найсильніші визначилися уже на старті. Команди СРСР, Болгарії й Швейцарії з кожним туром збільшували відрив від решти суперників.
- Очки - сума набраних очок всіма шахістами (1 за перемогу шахіста, ½ за нічию, 0 - поразка);
- КО - командні очки, набрані всією командою (2 за перемогу команди, 1 - нічия, 0 - поразка);

| Місце  | Країна      | 1  | 2  | 3 | 4  | 5  | 6  | 7  | 8   | Очки | КО | Перемоги | Нічиї | Поразки |
| ------ | ----------- | -- | -- | - | -- | -- | -- | -- | --- | ---- | -- | -------- | ----- | ------- |
| 1 СРСР |             | 2½ | 2½ | 4 | 3  | 4  | 4  | 3½ | 23½ | 14   | 7  | 0        | 0     |         |
| 2      | Болгарія    | 1½ |    | 3 | 2½ | 2½ | 3  | 3½ | 3½  | 19½  | 12 | 6        | 0     | 1       |
| 3      | Швейцарія   | 1½ | 1  |   | 3½ | 2  | 3  | 4  | 3   | 18   | 9  | 4        | 1     | 2       |
| 4      | Польща      | 0  | 1½ | ½ |    | 3  | 3  | 3  | 4   | 15   | 8  | 4        | 0     | 3       |
| 5      | Швеція      | 1  | 1½ | 2 | 1  |    | 2½ | 3  | 3½  | 14½  | 7  | 3        | 1     | 3       |
| 6      | Норвегія    | 0  | 1  | 1 | 1  | 1½ |    | 2  | 2½  | 9    | 3  | 1        | 1     | 5       |
| 7      | Пуерто-Рико | 0  | ½  | 0 | 1  | 1  | 2  |    | 2½  | 7    | 3  | 1        | 1     | 5       |
| 8      | Саар        | ½  | ½  | 1 | 0  | ½  | 1½ | 1½ |     | 5½   | 0  | 0        | 0     | 7       |

### Група B
У другому півфіналі поза конкуренцією була команда Югославії. Югослави, як і радянські шахісти, перемогли всіх своїх суперників і фінішували першими. За дві інші путівки боролися команди Ізраїлю, Данії і Голландії.
- Очки - сума набраних очок всіма шахістами (1 за перемогу шахіста, ½ за нічию, 0 - поразка);
- КО - командні очки, набрані всією командою (2 за перемогу команди, 1 - нічия, 0 - поразка);

| Місце | Країна     | 1  | 2  | 3  | 4  | 5  | 6  | 7  | 8  | Очки | КО | Перемоги | Нічиї | Поразки |
| ----- | ---------- | -- | -- | -- | -- | -- | -- | -- | -- | ---- | -- | -------- | ----- | ------- |
| 1     | Югославія  |    | 2½ | 3  | 3½ | 3½ | 3  | 4  | 4  | 23½  | 14 | 7        | 0     | 0       |
| 2     | Ізраїль    | 1½ |    | 1½ | 2  | 3  | 2½ | 4  | 3½ | 18   | 9  | 4        | 1     | 2       |
| 3     | Данія      | 1  | 2½ |    | 2  | 2  | 2  | 4  | 3  | 16½  | 9  | 3        | 3     | 1       |
| 4     | Нідерланди | ½  | 2  | 2  |    | 2½ | 3  | 3  | 3  | 16   | 10 | 4        | 2     | 1       |
| 5     | Австрія    | ½  | 1  | 2  | 1½ |    | 1½ | 2½ | 4  | 13   | 5  | 2        | 1     | 4       |
| 6     | Франція    | 1  | 1½ | 2  | 1  | 2½ |    | 1½ | 3  | 12½  | 5  | 2        | 1     | 4       |
| 7     | Монголія   | 0  | 0  | 0  | 1  | 1½ | 2½ |    | 2½ | 7½   | 4  | 2        | 0     | 5       |
| 8     | Шотландія  | 0  | ½  | 1  | 1  | 0  | 1  | 1½ |    | 5    | 0  | 0        | 0     | 7       |

### Група C
Третій півфінал. Крім визнаних фаворитів — команд Аргентини і ФРН — боротьбу за вихід у фінал вели шахісти Англії та Ісландії. Успіх був на боці англійців, які в заключному турі завдали поразки команді Аргентини.
- Очки - сума набраних очок всіма шахістами (1 за перемогу шахіста, ½ за нічию, 0 - поразка);
- КО - командні очки, набрані всією командою (2 за перемогу команди, 1 - нічия, 0 - поразка);

| Місце | Країна     | 1  | 2  | 3  | 4  | 5  | 6  | 7  | 8  | 9  | Очки | КО | Перемоги | Нічиї | Поразки |
| ----- | ---------- | -- | -- | -- | -- | -- | -- | -- | -- | -- | ---- | -- | -------- | ----- | ------- |
| 1     | Аргентина  |    | 2½ | 1½ | 2  | 3½ | 2½ | 4  | 4  | 4  | 24   | 13 | 6        | 1     | 1       |
| 2     | ФРН        | 1½ |    | 2½ | 2  | 2½ | 3  | 4  | 3½ | 4  | 23   | 13 | 6        | 1     | 1       |
| 3     | Англія     | 2½ | 1½ |    | 2  | 2½ | 3½ | 4  | 3  | 3½ | 22½  | 13 | 6        | 1     | 1       |
| 4     | Ісландія   | 2  | 2  | 2  |    | 1  | 2½ | 3  | 4  | 4  | 20½  | 11 | 4        | 3     | 1       |
| 5     | Чилі       | ½  | 1½ | 1½ | 3  |    | 2½ | 1½ | 3½ | 3½ | 17½  | 8  | 4        | 0     | 4       |
| 6     | Фінляндія  | 1½ | 1  | ½  | 1½ | 1½ |    | 2  | 3½ | 3  | 14½  | 5  | 2        | 1     | 5       |
| 7     | Індія      | 0  | 0  | 0  | 1  | 2½ | 2  |    | 3½ | 3½ | 12½  | 7  | 3        | 1     | 4       |
| 8     | Люксембург | 0  | ½  | 1  | 0  | ½  | ½  | ½  |    | 2½ | 5½   | 2  | 1        | 0     | 7       |
| 9     | Ірландія   | 0  | 0  | ½  | 0  | ½  | 1  | ½  | 1½ |    | 4    | 0  | 0        | 0     | 8       |

### Група D
Четвертий півфінал був найрівнішим за складом. На старті успішно зіграли шахісти НДР. Після 6	турів вони лідирували, але в 7-му турі несподівано програли колумбійцям. Угорці, румуни і чехи здобули перемоги з максимальним рахунком (4:0) і різко вийшли вперед. У двох турах, що залишилися, вони зберегли свої позиції і потрапили у головний фінал.
- Очки - сума набраних очок всіма шахістами (1 за перемогу шахіста, ½ за нічию, 0 - поразка);
- КО - командні очки, набрані всією командою (2 за перемогу команди, 1 - нічия, 0 - поразка);

| Місце | Країна         | 1  | 2  | 3  | 4  | 5  | 6  | 7  | 8  | 9  | Очки | КО | Перемоги | Нічиї | Поразки |
| ----- | -------------- | -- | -- | -- | -- | -- | -- | -- | -- | -- | ---- | -- | -------- | ----- | ------- |
| 1     | Угорщина       |    | 2½ | 2  | 2  | 2  | 3½ | 3½ | 3½ | 4  | 23   | 13 | 5        | 3     | 0       |
| 2     | Румунія        | 1½ |    | 2  | 2½ | 2½ | 2½ | 3½ | 4  | 3  | 21½  | 13 | 6        | 1     | 1       |
| 3     | Чехословаччина | 2  | 2  |    | 2  | 2½ | 2  | 4  | 3  | 4  | 21½  | 12 | 4        | 4     | 0       |
| 4     | НДР            | 2  | 1½ | 2  |    | 1  | 2½ | 3  | 4  | 2½ | 18½  | 10 | 4        | 2     | 2       |
| 5     | Колумбія       | 2  | 1½ | 1½ | 3  |    | 2  | 1½ | 4  | 2½ | 18   | 8  | 3        | 2     | 3       |
| 6     | Бельгія        | ½  | 1½ | 2  | 1½ | 2  |    | 3  | 2½ | 1½ | 14½  | 6  | 2        | 2     | 4       |
| 7     | Філіппіни      | ½  | ½  | 0  | 1  | 2½ | 1  |    | 1½ | 3  | 10   | 4  | 2        | 0     | 6       |
| 8     | Греція         | ½  | 0  | 1  | 0  | 0  | 1½ | 2½ |    | 3  | 8½   | 4  | 2        | 0     | 6       |
| 9     | Іран           | 0  | 1  | 0  | 1½ | 1½ | 2½ | 1  | 1  |    | 8½   | 2  | 1        | 0     | 7       |

## Фінали
10 вересня почалися фінальні поєдинки. 

### Фінал А
У центрі уваги був головний фінал, у якому вирішувалось питання стосовно переможця Олімпіади. Перший тур приніс першу несподіванку: команда Чехословаччини програла швейцарцям). СРСР переміг англійців. Другий тур і знову здивували швейцарці. Цього разу їхньою «жертвою» стали шахісти ФРН. Команда СРСР перемогла ізраїльтян, а румуни − аргентинців. Третій тур — нова перемога СРСР над командою ФРН і успіх угорців у поєдинку з командою Ізраїлю. Після 3 турів лідируюча група розташувалась так: 
- 1. СРСР — 9,5;
- 2. Угорщина — 8,5;
- 3. Югославія — 7,5;
- 4. Швейцарія — 7.

Четвертий тур різко загострив ситуацію в групі лідерів. «Порушниками спокою» виявилися угорські шахісти, які обіграли команду СРСР. Три партії закінчилися внічию, в останній Смислов програв Барці. Тепер попереду було дві команди — СРСР та Угорщини, третіми йшли югослави, які взяли гору над командою Швейцарії. Наступні 2 тури внесли нові зміни в становище команд. Угорці зіграли внічию з командою ФРН, радянська і югославська команди здобули по дві перемоги і після 6 турів лідирували з 16 очками. Третіми йшли угорці — 14,5, далі — команди Аргентини — 13,5 та Чехословаччини — 13 очок.
Розв'язка настала в 7-му турі. СРСР з великим рахунком переміг чехів, а угорці та югослави зіграли внічию з командами Болгарії й Румунії. Це дало можливість СРСР знову стати одноосібним лідером, відірвавшись від суперників на 1,5 очка. У 10-му турі відбулася зустріч лідерів. Перемогла команда СРСР. Вирішальне очко здобув чемпіон світу Ботвинник, вигравши у Глігоріча. Угорці перемогли датчан і знову наздогнали югославську команду. Після 10 турів ситуація в групі лідерів була така: 
- 1. СРСР — 28,5;
- 2. Угорщина — 24,5;
- 3. Югославія — 24,5;
- 4. Аргентина — 21,5;
- 5. ФРН — 20,5.

Оскільки доля першого місця вже була вирішена, в останньому турі увагу привернув матч Югославія—Угорщина, який мав визначити володаря срібних медалей. Після напруженої боротьби команди обмінялися «уколами», дві партії закінчилися внічию. Щоб визначити другого призера, треба було підрахувати матчеві показники. Вони були найкращими в югославської команди. їй було присуджено друге місце. Збірна СРСР закінчила турнір перемогою над шахістами Румунії. Болгари переконливо переграли швейцарців і посіли почесне шосте місце, що було значним досягненням молодої команди. Несподіваних поразок на фініші зазнали команди Аргентини та ФРН (від Данії й Чехословаччини), але зуміли втриматися на четвертому й п'ятому місцях. 
- Очки - сума набраних очок всіма шахістами (1 за перемогу шахіста, ½ за нічию, 0 - поразка);
- КО - командні очки, набрані всією командою (2 за перемогу команди, 1 - нічия, 0 - поразка);

| №  | Країна         | 1  | 2  | 3  | 4  | 5  | 6  | 7  | 8  | 9  | 10 | 11 | 12 | Очки | КО | Перемоги | Нічиї | Поразки |
| -- | -------------- | -- | -- | -- | -- | -- | -- | -- | -- | -- | -- | -- | -- | ---- | -- | -------- | ----- | ------- |
| 1  | СРСР           |    | 2½ | 1½ | 2½ | 3  | 2½ | 3½ | 4  | 3  | 3½ | 2½ | 2½ | 31   | 20 | 10       | 0     | 1       |
| 2  | Югославія      | 1½ |    | 2  | 2  | 2½ | 3  | 2½ | 2½ | 3  | 3  | 2  | 2½ | 26½  | 17 | 7        | 3     | 1       |
| 3  | Угорщина       | 2½ | 2  |    | 1½ | 2  | 2  | 2½ | 2  | 3  | 2½ | 2½ | 4  | 26½  | 16 | 6        | 4     | 1       |
| 4  | Аргентина      | 1½ | 2  | 2½ |    | 1½ | 1½ | 3  | 2½ | 2  | 1½ | 1½ | 3½ | 23   | 10 | 4        | 2     | 5       |
| 5  | ФРН            | 1  | 1½ | 2  | 2½ |    | 2½ | 1½ | 2  | 1½ | 2½ | 2½ | 2½ | 22   | 12 | 5        | 2     | 4       |
| 6  | Болгарія       | 1½ | 1  | 2  | 2½ | 1½ |    | 2  | 1½ | 3  | 2½ | 1½ | 3  | 22   | 10 | 4        | 2     | 5       |
| 7  | Чехословаччина | ½  | 1½ | 1½ | 1  | 2½ | 2  |    | 2  | 1½ | 2  | 3  | 3  | 20½  | 9  | 3        | 3     | 5       |
| 8  | Англія         | 0  | 1½ | 2  | 1½ | 2  | 2½ | 2  |    | 2½ | 1½ | 2½ | 2  | 20   | 10 | 3        | 4     | 4       |
| 9  | Швейцарія      | 1  | 1  | 1  | 2  | 2½ | 1  | 2½ | 1½ |    | 2  | 2  | 2½ | 19   | 9  | 3        | 3     | 5       |
| 10 | Данія          | ½  | 1  | 1½ | 2½ | 1½ | 1½ | 2  | 2½ | 2  |    | 3  | 1  | 19   | 8  | 3        | 2     | 6       |
| 11 | Румунія        | 1½ | 2  | 1½ | 2½ | 1½ | 2½ | 1  | 1½ | 2  | 1  |    | 2  | 19   | 7  | 2        | 3     | 6       |
| 12 | Ізраїль        | 1½ | 1½ | 0  | ½  | 1½ | 1  | 1  | 2  | 1½ | 3  | 2  |    | 15½  | 4  | 1        | 2     | 8       |

### Фінал В
У фіналі В зі старту лідерство захопили шведи, які в 1-му турі розгромили австрійців (4:0). Вони лідирували до 8-го туру, потім поступилися ісландцям. Австрійська команда після невдалого старту не розгубилася і решту матчів провела досить впевнено. Після 9-го туру австрійці вийшли на перше місце, зміцнивши його перемогою в заключному поєдинку з голландцями.
- Очки - сума набраних очок всіма шахістами (1 за перемогу шахіста, ½ за нічию, 0 - поразка);
- КО - командні очки, набрані всією командою (2 за перемогу команди, 1 - нічия, 0 - поразка);

| №  | Країна     | 13 | 14 | 15 | 16 | 17 | 18 | 19 | 20 | 21 | 22 | 23 | 24 | Очки | КО | Перемоги | Нічиї | Поразки |
| -- | ---------- | -- | -- | -- | -- | -- | -- | -- | -- | -- | -- | -- | -- | ---- | -- | -------- | ----- | ------- |
| 13 | Австрія    |    | 2  | 0  | 2  | 3  | 2½ | 3½ | 3  | 3  | 3  | 2½ | 3½ | 28   | 18 | 8        | 2     | 1       |
| 14 | Ісландія   | 2  |    | 2  | 1½ | 2  | 3  | 3  | 3½ | 3  | 2½ | 3  | 1½ | 27   | 15 | 6        | 3     | 2       |
| 15 | Швеція     | 4  | 2  |    | 2½ | 2½ | 3½ | 2½ | 1½ | 3  | 1½ | 2  | 1½ | 26½  | 14 | 6        | 2     | 3       |
| 16 | Бельгія    | 2  | 2½ | 1½ |    | 3  | 2  | 1  | 1½ | 2  | 3  | 2½ | 2½ | 23½  | 13 | 5        | 3     | 3       |
| 17 | Фінляндія  | 1  | 2  | 1½ | 1  |    | 3  | 1½ | 2½ | 3  | 3  | 2  | 2  | 22½  | 11 | 4        | 3     | 4       |
| 18 | Колумбія   | 1½ | 1  | ½  | 2  | 1  |    | 2  | 2½ | 2½ | 2  | 3  | 3  | 21   | 11 | 4        | 3     | 4       |
| 19 | Нідерланди | ½  | 1  | 1½ | 3  | 2½ | 2  |    | 3  | 2  | 3  | 1½ | 1  | 21   | 10 | 4        | 2     | 5       |
| 20 | НДР        | 1  | ½  | 2½ | 2½ | 1½ | 1½ | 1  |    | 1½ | 3  | 2½ | 3  | 20½  | 10 | 5        | 0     | 6       |
| 21 | Франція    | 1  | 1  | 1  | 2  | 1  | 1½ | 2  | 2½ |    | 1½ | 2  | 4  | 19½  | 7  | 2        | 3     | 6       |
| 22 | Чилі       | 1  | 1½ | 2½ | 1  | 1  | 2  | 1  | 1  | 2½ |    | 2½ | 3  | 19   | 9  | 4        | 1     | 6       |
| 23 | Польща     | 1½ | 1  | 2  | 1½ | 2  | 1  | 2½ | 1½ | 2  | 1½ |    | 2½ | 19   | 7  | 2        | 3     | 6       |
| 24 | Норвегія   | ½  | 2½ | 2½ | 1½ | 2  | 1  | 3  | 1  | 0  | 1  | 1½ |    | 16½  | 7  | 3        | 1     | 7       |

### Фінал С
Фінал С зібрав усіх дебютантів Олімпіади. Новачки зуміли виявити себе з найкращого боку. Команда Філіппін стала переможцем турніру, шахісти Індії були третіми.
- Очки - сума набраних очок всіма шахістами (1 за перемогу шахіста, ½ за нічию, 0 - поразка);
- КО - командні очки, набрані всією командою (2 за перемогу команди, 1 - нічия, 0 - поразка);

| №  | Країна      | 25 | 26 | 27 | 28 | 29 | 30 | 31 | 32 | 33 | 34 | Очки | КО | Перемоги | Нічиї | Поразки |
| -- | ----------- | -- | -- | -- | -- | -- | -- | -- | -- | -- | -- | ---- | -- | -------- | ----- | ------- |
| 25 | Філіппіни   |    | 1½ | 1½ | 3½ | 3  | 2½ | 2  | 3  | 3  | 4  | 24   | 13 | 6        | 1     | 2       |
| 26 | Саар        | 2½ |    | 2  | 2½ | 2  | 2  | 2½ | 3  | 2½ | 4  | 23   | 15 | 6        | 3     | 0       |
| 27 | Індія       | 2½ | 2  |    | 2  | 3½ | 1½ | 1½ | 2½ | 3  | 2  | 20½  | 11 | 4        | 3     | 2       |
| 28 | Іран        | ½  | 1½ | 2  |    | 1½ | 2½ | 3  | 1½ | 3  | 3½ | 19   | 9  | 4        | 1     | 4       |
| 29 | Пуерто-Рико | 1  | 2  | ½  | 2½ |    | 2  | 3  | 3  | 2  | 2½ | 18½  | 11 | 4        | 3     | 2       |
| 30 | Монголія    | 1½ | 2  | 2½ | 1½ | 2  |    | 2  | 2  | 2  | 3  | 18½  | 9  | 2        | 5     | 2       |
| 31 | Шотландія   | 2  | 1½ | 2½ | 1  | 1  | 2  |    | 2½ | 2  | 3  | 17½  | 9  | 3        | 3     | 3       |
| 32 | Греція      | 1  | 1  | 1½ | 2½ | 1  | 2  | 1½ |    | 3  | 3½ | 17   | 7  | 3        | 1     | 5       |
| 33 | Ірландія    | 1  | 1½ | 1  | 1  | 2  | 2  | 2  | 1  |    | 1½ | 13   | 3  | 0        | 3     | 6       |
| 34 | Люксембург  | 0  | 0  | 2  | ½  | 1½ | 1  | 1  | ½  | 2½ |    | 9    | 3  | 1        | 1     | 7       |

## Закриття
25 вересня у великому залі Центрального театру Радянської Армії відбулося урочисте закриття 12 Олімпіади та матч-турніру на першість світу серед жінок (перемогла О. Рубцова). Віце-президент ФІДЕ, головний суддя змагання А. Ільмакунас оголосив команду СРСР чемпіоном світу і вручив їй утретє Кубок ФІДЕ, а шахістам — золоті медалі. Срібні медалі отримали югослави, бронзові — угорська збірна.